# George Meany

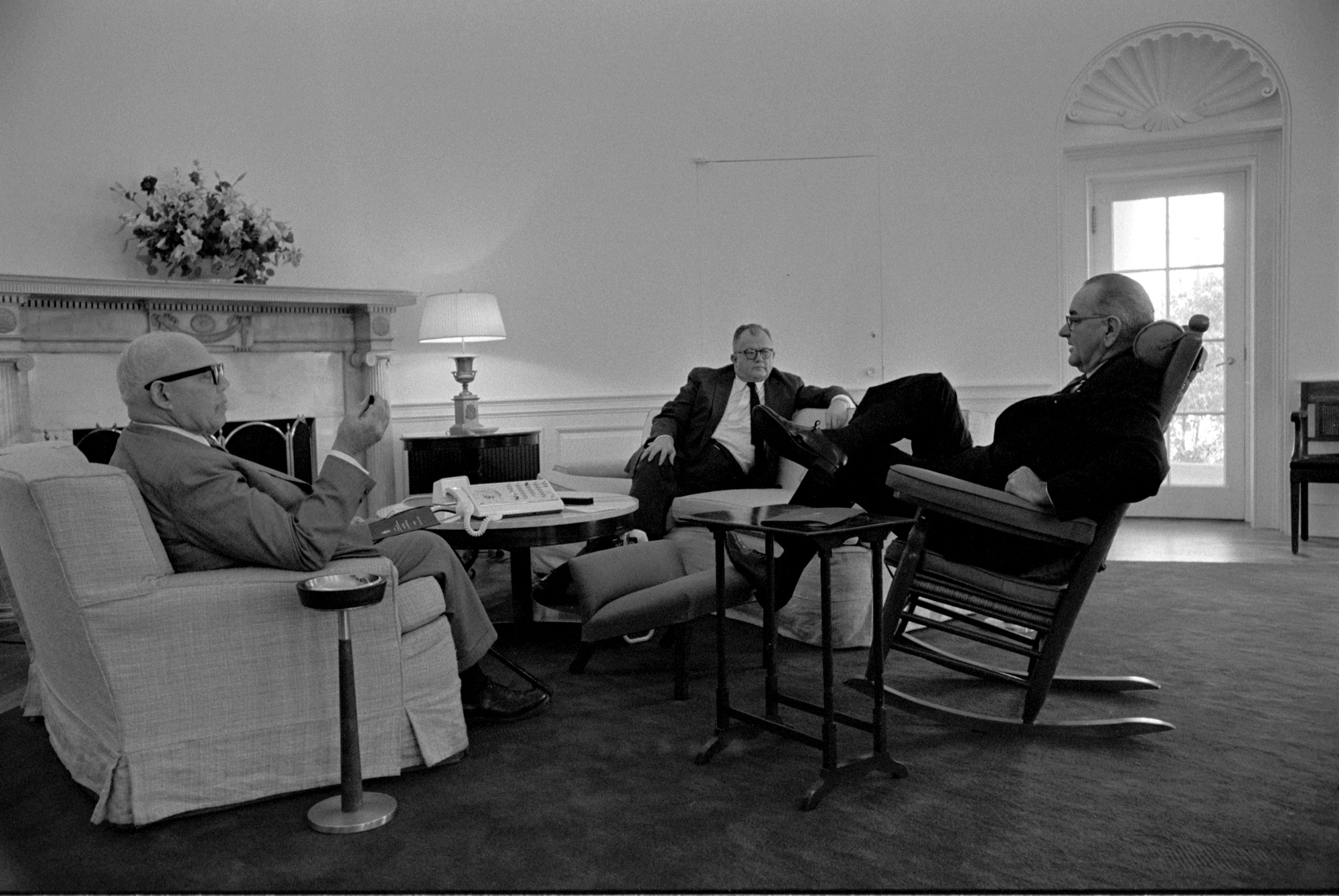
George Meany (till vänster) på besök i Ovala rummet hos dåvarande president Lyndon B. Johnson, 1964.

William George Meany, född  16 augusti 1894 i Harlem, New York, död 10 januari 1980 i Washington, D.C., var en amerikansk fackföreningsledare. Han var ordförande för American Federation of Labor (AFL) från 1952 och efter sammanslagningen med Congress of Industrial Organizations (CIO) för AFL-CIO, USA:s största fackorganisation, från 1955 till 1979.

## Biografi
Meanys föräldrar var båda amerikansk-födda och av irländsk härkomst. Hans förfäder hade immigrerat till USA på 1850-talet. Han växte upp i Port Morris i stadsdelen Bronx, dit hans föräldrar hade flyttat när han var fem år gammal. I sin fars fotspår, avslutade Meany gymnasiet vid 16 års ålder, för att genomgå en femårig lärlingsutbildning som rörmokare, och fick sitt gesällbrev 1917.
År 1920 blev Meany invald i styrelsen för den lokala fackklubben och 1922 blev han lokal ombudsman på heltid för fackföreningen, som då hade 3 600 medlemmar. År 1923 valdes han till sekreterare i New York Building Trades Council. Han vann ett domstolsföreläggande mot en lockout 1927, vilket då ansågs vara en innovativ taktik för en fackförening.
År 1934 blev han ordförande i New York State Federation of Labor och år 1936 var han med och grundade The American Labor Party  tillsammans med David Dubinsky och Sidney Hillman, som ett medel för att organisera stödet till omval det året av president Franklin D. Roosevelt och borgmästaren Fiorello La Guardia bland socialister i fackföreningsrörelsen.
Meany blev ordförande för American Federation of Labor (AFL) 1952 och förespråkade då omedelbart en sammanslagning av de två rivaliserande amerikanska arbetsmarknadsorganisationerna. Walter Reuther i United Auto Workers blev vid samma tid ordförande för Congress of Industrila Organization, CIO, och han stödde också en sammanslagning.
Det tog Meany tre år att förhandla fram fusionen, och han måste övervinna betydande motstånd. John L. Lewis i United Mine Workers kritiserade planen, och hans fackförbund vägrade att gå med i AFL-CIO. Jimmy Hoffa, då andreman i Teamster Union, protesterade också men Teamsters gick ändå med i sammanslagningen från början.
Meany tjänstgjorde som ordförande för kombinerade AFL-CIO från 1955 till 1979. Han hade rykte om personlig integritet, opposition mot korruption och antikommunism. Han kallades "den mest nationellt erkände arbetsmarknadsledaren i landet under mer än två decennier i mitten av 1900-talet."